# William Grandison, 1. Baron Grandison

Wappen der Familie Grandson

William Grandison, 1. Baron Grandison (auch de Grandison; eigentlich Guillaume de Grandson; † 1335) war ein aus dem Königreich Arelat stammender englischer Adliger.

## Herkunft
William Grandison entstammte der Familie Grandson, einer Adelsfamilie, die sich nach Grandson am Neuenburgersee im damaligen Königreich Arelat benannte. Er war ein jüngerer Sohn von Peter I de Grandson und dessen Frau Agnes de Neuchatel. Zu seinen Geschwistern gehörten Otton de Grandson sowie Gérard und Heinrich, die beide Bischöfe von Verdun wurden.

## Aufstieg als Militär und Gefolgsmann von Eduard of Lancaster in England
Als jüngerer, landloser Sohn kam William wie sein älterer Bruder Otton und sein Cousin Pierre de Champvent im Gefolge von Graf Peter II. von Savoyen, einem Onkel der englischen Königin Eleonore von der Provence, nach England. Während aber Otton zu einem der führenden Vertrauten des Thronfolgers und späteren Königs Eduard I. aufstieg, bezeugte William nur einmal eine königliche Urkunde. Dafür gehörte er zum engeren Gefolge von Edmund of Lancaster, dem jüngeren Bruder von Eduard I. Er nahm 1282 am zweiten Feldzug zur Eroberung von Wales teil und gehörte während des Kriegs mit Frankreich ab 1294 zu dem Heer, mit dem Edmund of Lancaster 1295 in die Gascogne zog. Aufgrund seiner ausländischen Herkunft wurden Grandisons Güter während der Spannungen mit Frankreich für beschlagnahmt erklärt, doch Edmund of Lancaster erreichte die Rückgabe der Besitzungen. Nach dem Tod von Edmund of Lancaster 1296 gehörte Grandison 1300 zu seinen Testamentsvollstreckern. Dieses Amt übernahm er auch nach dem Tod von Edmunds Witwe Blanche. Ab 1287 übernahm er in Vertretung seines Bruders Otton dessen Aufgaben als Justiciar of North Wales. Von 1289 bis 1290 verbrachte Grandison einige Zeit in Irland, wo er auch die irischen Besitzungen seines Bruders Otton verwaltete. 1294 wurde Otton de Grandson als Justiciar abgelöst, worauf auch William Wales verließ. Stattdessen nahm er nach 1296 nahm an mehreren Feldzügen des Schottischen Unabhängigkeitskriegs teil. Während der Belagerung von Caerlaverock 1300 und von Dunfermline und Stirling 1304 gehörte Grandison zum Gefolge von König Eduard I. Im Februar 1299 wurde er durch Writ of Summons ins englische Parlament berufen, so dass er als erster Baron Grandison gilt.

## Aufbau eines umfangreichen Landbesitzes in England
Edmund of Lancaster hatte 1282 Grandison zum Dank zwei Güter in Gloucestershire als erbliche Lehen übergeben. Diese beiden Güter tauschte er 1285 Edmund of Lancaster gegen Ashperton und Stretton in Herefordshire. Seine größten Erwerbungen konnte er aber um 1285 durch die Heirat mit Sybil de Tregoz erlangen, einer jüngeren Tochter von John de Tregoz. Von ihrem Vater erhielt sie 1285, vermutlich als Mitgift, Iden in Sussex und Lambourn in Berkshire. Nachdem John de Tregoz 1300 ohne männliche Nachkommen gestorben war, wurden seine verbliebenen Besitzungen unter seinen Töchtern aufgeteilt. Obwohl die Aufteilung zu einem langen Erbstreit führte, wurden Sybil bereits 1301 die Güter von Burnham in Somerset, Eaton Tregoz in Herefordshire, Pachteinkünfte aus Doddington in Northamptonshire sowie Landbesitz mit jährlichen Einkünften von £ 60 in East Kennet in Wiltshire zugesprochen. 1302 erhielt er weiteren Landbesitz in Wiltshire hinzu, der aber als Lehen für zehn Knight’s fee vergeben war. Um den Wiederaufbau des durch eine Flut zerstörten Hafens von Winchelsea zu finanzieren, beschlagnahmte die Krone Grandisons Güter Iden und Iham, wofür er aber als Entschädigung Landbesitz bei Dartford in Kent sowie die Güter Dymock und Oxenhall in Gloucestershire erhielt. Damit besaß Grandison schließlich Landbesitz in sechs englischen Grafschaften. Von der Krone erhielt er die Erlaubnis, sein Gut in Ashperton zu befestigen. Obwohl er auch regelmäßig seine anderen Güter besuchte, war Ashperton wahrscheinlich Grandisons Hauptwohnsitz. Nach seinem Tod wurde er in Dore Abbey in Herefordshire, einem von der Familie seiner Frau gegründetem Kloster beigesetzt.

## Verwicklung in Rechtsstreitigkeiten und in die Rebellion von Thomas of Lancaster
Grandisons rascher Aufstieg führten mit dazu, dass er mehrfach in Streitigkeiten um Landbesitz oder um die Grenzen seiner Güter verwickelt wurde. Nach 1318 wurden er und mehrere seiner Söhne mehrmals des Einbruchs und Diebstahls beschuldigt, dazu hatte er von 1327 bis 1328 einen Streit über Schulden mit Kaufleuten aus dem italienischen Lucca. Diese Vorfälle waren zu der Zeit aber übliche Anschuldigungen gegen Landbesitzer in England und lagen kaum an Grandisons ausländischer Herkunft. Während der Rebellion von Thomas of Lancaster, dem ältesten Sohn von Edmund of Lancaster, wurden 1322 die Besitzungen von Grandison beschlagnahmt, weil er als alter Mann einem Aufruf von König Eduard II. zur Heerfolge nicht gefolgt war. Dazu hatte sein ältester Sohn Peter zu den Unterstützern von Lancaster gehört. Grandison erhielt seine Güter zurück und Peter kam wieder frei, doch er musste das Gut von Lydiard Tregoz in Wiltshire der Krone übergeben. Peters jüngere Brüder mussten mit der hohen Summe von 600 Mark für die Loyalität ihres Bruders bürgen.

## Nachkommen
Mit seiner Frau Sybil de Tregoz hatte er fünf Söhne und vier Töchter:
- Peter Grandison, 2. Baron Grandison († 1358)
- William Grandison († 1330), Archidiakon von Exeter
- Thomas Grandison († vor 1337), Kanoniker in Lincoln
- John Grandison († 1369), Bischof von Exeter
- Otto Grandison († 1359) ⚭ Beatrice Malmeins
- Mabel Grandison ⚭ John Pattishall
- Agnes Grandison († 1348) ⚭ John de Northwode
- Matilda Grandison († nach 1346), Priorin von Aconbury
- Catherine Grandison († 1349) ⚭ William Montagu, 1. Earl of Salisbury

Grandison baute die Stellung seiner Familie in England aus. Seine Kinder blieben alle in England und kehrten nicht nach Arelat zurück. Drei seiner Töchter konnte er an aufstrebende englische Adlige verheiraten. Drei seiner Söhne wurden Geistliche und erlangten teils hohe Pfründen in England. Sein Erbe wurde sein ältester Sohn Peter.
Grandison machte Dore und Flaxley Abbey, zwei von der Familie Tregoz gestifteten Klöstern, keine Landschenkungen. 1321 schenkte er Dore Abbey aber eine Reliquie des Wahren Kreuzes. Möglicherweise hatte er die Reliquie von seinem Bruder Otton erhalten, vielleicht wurden ihm im Gegenzug vom Kloster Schulden erlassen. Durch die Reliquie wurde das Kloster ein Wallfahrtsort.